# Un-Break My Heart
«Un-Break My Heart» es una canción interpretada por la cantante estadounidense Toni Braxton, publicada como segundo sencillo segundo sencillo de su segundo álbum de estudio, Secrets (1996). Escrita por Diane Warren y producida por David Foster. En 2004 el grupo vocal de ópera-pop Il Divo compró los derechos de la canción y la interpretó en su versión al español (la cual Tony Braxton también grabó en su momento) titulada Regresa a mí, su primer sencillo en su primer álbum Il Divo publicado en 2004, haciendo de la canción su tema emblema. 
La canción alcanzó el número 1 del Billboard Hot 100 y al número 2 del Hot R&B/Hip-Hop Songs.
También fue grabada en versión merengue en 1997 por la cantante puertorriqueña Jailene Cintrón.

## Información de la canción
La canción se convirtió en el segundo hit número uno consecutivo de Toni Braxton en el Billboard Hot 100, y se mantuvo en esa posición por once semanas seguidas durante finales de 1996 y comienzos de 1997 siendo el sencillo más exitoso de Braxton para la fecha. También llegó al número 2 del Billboard Hot R&B/Hip-Hop Songs.
Globalmente, "Un-Break My Heart" obtuvo el número 1 en una gran cantidad de países, llegando a esta posición también en listas internacionales como el European Hot 100.
Específicamente en el Reino Unido, la canción tuvo dos chances de obtener el número 1, pero lo perdió la primera vez contra Dunblane y su «Knockin' on Heaven's Door», y la segunda vez contra las Spice Girls y su "2 Become 1", quedando entonces al número 2. La canción estuvo en el top 10 por doce semanas.

## Videos musicales
El video musical fue dirigido por Billie Woodruff y muestra a Braxton lamentando la muerte de su amado, que es representado en el video por el modelo Tyson Beckford que también ha participado en éxitos musicales como «Toxic» de Britney Spears.
En el videoclip de Il Divo, producido por Simon Cowell, se escenifica la vida de los cuatro cantantes, que abandonan sus orígenes para triunfar en el mundo de la música, haciendo un paralelismo a la propia vida real de los cuatro cantantes.

## Versiones
La canción fue también grabada en español con el nombre de «Regresa a mí» para el grupo Il Divo; esta versión fue grabada en el 2004 para el álbum autosubtitulado Il Divo, siendo un éxito a nivel internacional. Dos años más tarde, Toni Braxton grabó el sencillo "The Time of Our Lives" con Il Divo. 
La cantante mexicana Yuridia, conocida por sus versiones en español de famosas baladas en inglés, incluyó una versión de la canción en su álbum Habla el corazón. 
Se han hecho otros covers más en varios idiomas, incluido el de la cantante española Paloma San Basilio en el año 1999 que llevó el nombre de "Libérame". La banda vocal chilena Y Después Qué?, incluirá una versión pop rock de esta canción, en su álbum debut homónimo, a lanzarse el año 2014. El grupo estadounidense Weezer también interpretó la canción en su álbum Death to False Metal.
La cantante francesa Mireille Mathieu grabó un año después en 1997 su propia versión con el nombre de «Reste avec moi».

## Premios
Toni Braxton ganó un Grammy en la categoría Best Female Pop Vocal Performance en 1997. También ganó en la categoría Best Female R&B Vocal Performance por la canción "You're Makin' Me High" el mismo año.
La canción «Regresa a mí» apareció como una de las canciones oficiales de la FIFA World Cup 2006 de Alemania en el álbum Voices from the FIFA World Cup interpretada por Il Divo.

## Listas de pistas
| - Estados Unidos CD sencillo 1. «Un-Break My Heart» (Álbum Versión) – 4:30 2. «Regresa a mi» (Versión español) – 4:32 - Estados Unidos CD maxi-sencillo 1. «Un-Break My Heart» (Álbum Versión) – 4:30 2. «Un-Break My Heart» (Soul-Hex Anthem Vocal) – 9:36 3. «Un-Break My Heart» (Classic Radio Mix) – 4:26 4. «Un-Break My Heart» (Álbum Instrumental) – 4:44 - Estados Unidos Sencillo de 12" A1. «Un-Break My Heart» (Soul-Hex Anthem Vocal) – 9:38 A2. «Un-Break My Heart» (Soul-Hex No Sleep Beats) – 3:56 A3. «Un-Break My Heart» (Acappella) – 3:50 B1. «Un-Break My Heart» (Frankie Knuckles - Franktidrama Club Mix) – 8:40 B2. «Un-Break My Heart» (Frankie Knuckles - Classic Radio Mix) – 4:26 - Europa CD sencillo 1. «Un-Break My Heart» (Álbum Versión) – 4:30 2. «You're Makin' Me High» (Radio Edit) – 4:07 | - Reino Unido CD sencillo 1. «Un-Break My Heart» (Álbum Versión) – 4:30 2. «You're Makin' Me High» (Norfside Remix) – 4:19 3. «How Many Ways» (R. Kelly Remix) – 5:46 4. «Un-Break My Heart» (Versión español) – 4:32 - Europa CD maxi-sencillo 1. «Un-Break My Heart» (Álbum Versión) – 4:30 2. «Un-Break My Heart» (Frankie Knuckles Radio Mix) – 4:29 3. «Un-Break My Heart» (Frankie Knuckles Franktidrama Mix) – 8:38 4. «Un-Break My Heart» (Soul-Hex Anthem Vocal) – 9:36 5. «Un-Break My Heart» (Soul-Hex No Sleep Beats) – 3:56 - Australia CD maxi-sencillo 1. «Un-Break My Heart» (Álbum Versión) – 4:30 2. «You're Makin' Me High» (Norfside Remix) – 4:19 3. «How Many Ways» (R. Kelly Remix) – 5:46 4. «Un-Break My Heart» (Classic Radio Mix) – 4:26 5. «Un-Break My Heart» (Soul-Hex Sleep Beats) – 3:56 |

## Posicionamiento
| Lista (1996)                                   | Máxima posición |
| ---------------------------------------------- | --------------- |
| Países Bajos Holanda Dutch Top 40              | 2               |
| Suecia Swedish Singles Chart                   | 1               |
| Estados Unidos Billboard Hot 100               | 1               |
| Estados Unidos Billboard Hot R&B/Hip-Hop Songs | 2               |
| Estados Unidos Billboard Adult Contemporary    | 1               |
| Estados Unidos Billboard Hot Dance Club Play   | 1               |
| Lista (1997)                                   | Máxima posición |
| Australia ARIA Charts                          | 6               |
| AustriaÖ3 Austria Top 40                       | 1               |
| Bélgica (Flandes) Ultratop 50                  | 2               |
| Bélgica (Valonia) Ultratop 50                  | 1               |
| Canadá Singles Chart                           | 2               |
| Dinamarca Tracklisten                          | 2               |
| Europa European Hot 100 Singles                | 1               |
| Finlandia Singles Chart                        | 5               |
| Francia Singles Chart                          | 8               |
| Alemania Singles Chart                         | 2               |
| Irlanda Irish Singles Chart                    | 2               |
| Italia Singles Chart                           | 7               |
| Nueva Zelanda Singles Chart                    | 18              |
| Noruega Singles Chart                          | 2               |
| Suiza Singles Chart                            | 1               |
| Reino Unido Singles Chart                      | 2               |

| Lista (1996)          | Posición |
| --------------------- | -------- |
| Dutch Top 40          | 10       |
| German Singles Chart  | 83       |
| Swedish Singles Chart | 9        |
| US Billboard Hot 100  | 81       |

| Lista (1997)                     | Posición |
| -------------------------------- | -------- |
| Australian Singles Chart         | 34       |
| Austrian Singles Chart           | 6        |
| Belgian Singles Chart (Flanders) | 13       |
| Belgian Singles Chart (Wallonia) | 8        |
| Canadian RPM Singles Chart       | 32       |
| French Singles Chart             | 29       |
| German Singles Chart             | 14       |
| Swedish Singles Chart            | 17       |
| Swiss Singles Chart              | 7        |
| US Billboard Hot 100             | 4        |

| Lista (1990–1999)    | Posición |
| -------------------- | -------- |
| US Billboard Hot 100 | 4        |

| País           | Certificación (Máximas ventas) |
| -------------- | ------------------------------ |
| Australia      | Platino                        |
| Austria        | Oro                            |
| Francia        | Oro                            |
| Alemania       | Platino                        |
| Países Bajos   | Platino                        |
| Noruega        | 2× Platino                     |
| Suecia         | Platino                        |
| Suiza          | Oro                            |
| Reino Unido    | Platino                        |
| Estados Unidos | Platino                        |